# Musta (sjö i Reisjärvi, Norra Österbotten, Finland)
Musta eller Mustanlampi är en sjö i Finland. Den ligger i kommunen Reisjärvi i landskapet Norra Österbotten, i den centrala delen av landet, 400 km norr om huvudstaden Helsingfors. Mustanlampi ligger 147,7 meter över havet. Arean är 21,8 hektar och strandlinjen är 2,43 kilometer lång. Sjön  ingår i Kalajoki älvs huvudavrinningsområde.   I omgivningarna runt Musta växer i huvudsak blandskog.